# Brachopsis nupera
Brachopsis nupera är en skalbaggsart som beskrevs av Francis Polkinghorne Pascoe 1863. Brachopsis nupera ingår i släktet Brachopsis och familjen långhorningar. Inga underarter finns listade.